# Карл Йосиф
Карл Йосиф (1 лютого 1745 — 18 січня 1761) — австрійський архикнязь (ерцгерцог).
Був коханим сином Марії Терезії. Він ненавидів свого старшого брата, майбутнього цісаря Священної Римської імперії Йосифа II, висміював його за «зарозумілість» і вважав себе більш гідним імперської корони.

Суперництво між братами закінчилося зі смертю Карла Йосифа від натуральної віспи, за два тижні до його 16-го дня народження. Коли його заплакана мати сиділа біля його ліжка, Карл Йосиф сказав їй:
Ви не повинні плакати за мною, люба мамо, якби я далі жив, я би завдав вам багато сліз!